# کوریاکینو (استان آرخانگلسک)
کوریاکینو (به لاتین: Koryakino) یک منطقهٔ مسکونی در روسیه است که در استان آرخانگلسک واقع شده‌است.